# Девід Фостер
Девід Фостер (англ. David Foster; нар. 1 листопада 1949) — канадський співак і клавішник, більш відомий як один з найуспішніших продюсерів в історії популярної музики. На його рахунку 16 нагород «Греммі», з них три — в номінації «кращий продюсер року». За благодійні починання Фостер і його дружина, Лінда Томпсон, удостоєні Ордена Канади.

## Біографія
Підлітком Фостер підігравав Чаку Беррі, а в 1970-і брав участь в якості сесійного музиканта в записах Джона Леннона, Джорджа Харрісона, Майкла Джексона, Дайани Росс, Барбри Стрейзанд, Рода Стюарта і Томмі Болін. Також він грав у складі групи «Skylark». Написав саундтрек до фільму «Вогні святого Ельма».
Комерційний успіх в якості продюсера прийшов до Фостера в 1984 році, коли записані ним для Chicago («Chicago 17») і Лайонела Річі («Can not Slow Down») альбоми виграли цілий букет «Греммі», в тому числі за кращий альбом року. Своїми масштабно задуманими і бездоганно записаними ліричними композиціями на романтичні теми («баладами») він багато в чому визначив музичний жанр «adult contemporary music». Записані Фостером композиції в цілому очолювали американські чарти продажів протягом 42 тижнів.
Кульмінацією кар'єри Фостера стала робота на початку 1990-х з голосистими поп-дівами Уїтні Х'юстон (саундтрек до фільму «Охоронець»), Наталі Коул («Unforgettable») і особливо Селін Діон («Falling into You»), кожна з яких додала в його скарбничку по «Греммі» за альбом року. Він також записував суперхіти для Мераї Кері («Heartbreaker»), Тоні Брекстон («Un-Break My Heart») і Мадонни («You'll See»). Разом з Бейбіфейсом написав пісню «The Power of the Dream», яку на відкритті Олімпійських ігор в Атланті виконала Селін Діон.
До кінця 1990-х в музичних колах почалася реакція проти продюсіруемом Фостером матеріалу, який стали називати зайве рафінованим і бездушним. Незважаючи на дедалі частіші нападки музичних критиків, Фостер продовжує працювати в форматі «adult contemporary» (сучасна поп-музика для дорослих слухачів) з такими виконавцями, як Джош Гробан і Майкл Бублей.

## Особисте життя
З 1991 по 2005 рік був одружений з актрисою і поетесою Ліндою Томпсон, разом з якою вони створили кілька пісень, однією з найбільш відомих з них є No Explanation, написаної для фільму «Красуня» (1990).
У 2007 році одружився з моделлю і теледівою Йоландою Хадід, і став вітчимом супермоделей Джіджі і Беллі Хадід. У 2017 році пара розлучилася.
З 2017 зустрічається з американською актрисою Кетрін МакФі, яка молодша за Девіда на 35 років.

## Дискографія
- Skylark (self-titled) (1972)
- Skylark — 2 (1974)
- Attitudes (self-titled) (1976)
- Attitudes — Good News (1977)
- Airplay (self-titled) (1980)
- David Foster — The Best of Me (1983)
- David Foster (self-titled) (1986)
- David Foster — The Symphony Sessions (1988)
- David Foster — Time Passing (1989)
- David Foster — River of Love (1990)
- David Foster — Rechordings (1991)
- David Foster — A Touch Of David Foster (1992)
- David Foster — The Christmas Album (1993)
- David Foster — Love Lights The World (1994)
- David Foster — The Best Of Me: A Collection of David Foster's Greatest Works (2000)
- David Foster — O Canada — with Lara Fabian (2001)
- David Foster — Love Stories (2002)
- David Foster — Teko's Theme — with Nita Whitaker (2003)
- David Foster — The Best Of Me — Original Recording Remastered (2004)
- David Foster — Hitman: David Foster and Friends (2008)

## Сингли
- 1985 — Love Theme From St. Elmo's Fire (US #15)
- 1986 — Best of Me (duet with Olivia Newton-John)
- 1988 — «Winter Games (Can't You Feel It)» — Official theme song for the Calgary 1988 Winter Olympics